# Milhouse Van Houten
Milhouse Mussolini van Houten is een personage uit de animatieserie The Simpsons. Pamela Hayden is zijn stemacteur.
Milhouse is 10 jaar oud. Hij is de beste vriend van Bart Simpson. Milhouse is ook het enige kind van Kirk en Luann Van Houten. Millhouse’s bekendste kenmerk is zijn enorme bijziendheid, waardoor hij een grote bril moet dragen.
Hoewel hij als een nerd wordt gezien heeft Milhouse een gemiddelde intelligentie, slechte sociale vaardigheden en komt vaak in de problemen door Bart, die er niet voor terugdeinst misbruik te maken van Millhouse’s naïeve persoonlijkheid.

## Profiel
Milhouse is vrijwel altijd het slachtoffer van pestkoppen als Jimbo Jones, Dolph, en Kearney. Zo werd Millhouse een keer door hen in stickers gewikkeld en in een winkelwagentje van een helling geduwd.
Millhouse bezocht vaak een psychiater genaamd Dr. Waxler, totdat ze zijn vele telefoontjes zat was.
Eenmaal liet Bart Millhouse op de lijst van America's Most Wanted zetten, ondanks dat ze vrienden zijn. Deze en andere vormen van marteling worden in veel afleveringen gebruikt, wat de vriendschap tussen de twee twijfelachtig maakt.

### Relaties
Milhouse is hopeloos verliefd op Lisa Simpson, en is normaal nogal stuntelig rondom vrouwen. In een flashback in "Lisa's Sax" (toen Bart en Milhouse nog op de kleuterschool zaten) dacht een schooldokter echter dat Milhouse homo zou zijn.
Milhouse’s eerste vriendin was Samantha Stanky, een nieuwe student die was verhuisd naar Springfield vanuit Phoenix in de aflevering "Bart's Friend Falls in Love". Toen haar vader hierachter kwam, stuurde hij haar naar een andere school. Nadien is er niets meer van haar vernomen.

### Vaardigheden en talenten
Milhouse spreekt vloeiend Italiaans omdat hij twee weken per jaar zijn grootmoeder Sofia opzoekt in Toscane. Hij geeft zelfs privé-les in deze taal.
Milhouse is allergisch voor honing, zuivelproducten, niet-zuivelproducten en zijn eigen tranen. Hij beweerde ooit dat echte melk hem kan doden.
Milhouse heeft aangetoond een getalenteerde vesparijder te zijn, hoewel hij nog niet oud genoeg is om een scooter te mogen bezitten.

## Naam
Milhouse is vernoemd naar Richard Nixon (wiens middelste naam Milhous is), en vermoedelijk naar de straat genaamd Van Houten Avenue in Portland, Oregon (waar Matt Groening opgroeide). Een andere theorie suggereert dat zijn naam afkomstig is van Charles Manson volger Leslie Van Houten. Zijn middelste naam is Mussolini, wat ongetwijfeld van zijn Italiaanse familieleden komt. 
In de aflevering Little Orphan Millie werd onthuld dat Milhouse deels Nederlands en deels Deens is. Zijn vader is van Nederlandse komaf gezien zijn achternaam. Milhouse' voornaam kan ook worden gezien als referentie naar Milhouse' Nederlandse komaf. Deze betekent vrij vertaald windmolen.

## De toekomst
In de loop van de serie zijn verschillende afleveringen geweest waarin een mogelijke toekomst van de personages werd getoond. Deze spraken elkaar op veel punten tegen. Zo was Milhouse te zien als manager van de kerncentrale van Springfield, secretaris van het Amerikaanse kabinet onder president Lisa en (volgens Bart) een emotionele mini-hulk. Er is ook een suggestie gewekt dat Milhouse Bart ooit zal verraden, wat duizend jaar in de toekomst een grote religieuze oorlog tot gevolg heeft.
In vrijwel alle toekomstbeelden heeft Milhouse geprobeerd zijn relatie met Lisa voort te zetten (met afwisselend succes), en is hij kaal aan het worden.